# France 4
France 4 er en fransk tv-kanal grundlagt 24. juni 1996. Det er en offentlig kanal, som sender underholdningsprogrammer.

## Eksterne henisniniger
- www.france4.fr Arkiveret 9. maj 2017 hos  Wayback Machine

| Fjernsyn | Spire Denne artikel om en tv-kanal er en spire som bør udbygges. Du er velkommen til at hjælpe Wikipedia ved at udvide den. |

48°50′N 2°16′Ø / 48.84°N 2.27°Ø